# Галиндом, Артур
Артур Галиндом (латыш. Artūrs Galindoms, англ. Arthur Galindom; 1894, Рига — 1966, Бостон) — латвийский, немецкий и американский архитектор.
Создал заметные постройки в историческом центре Риги — здание Военного музея и Армейского экономического магазина (в советское время «Центральный универмаг», ныне «Galerija Centrs»). 

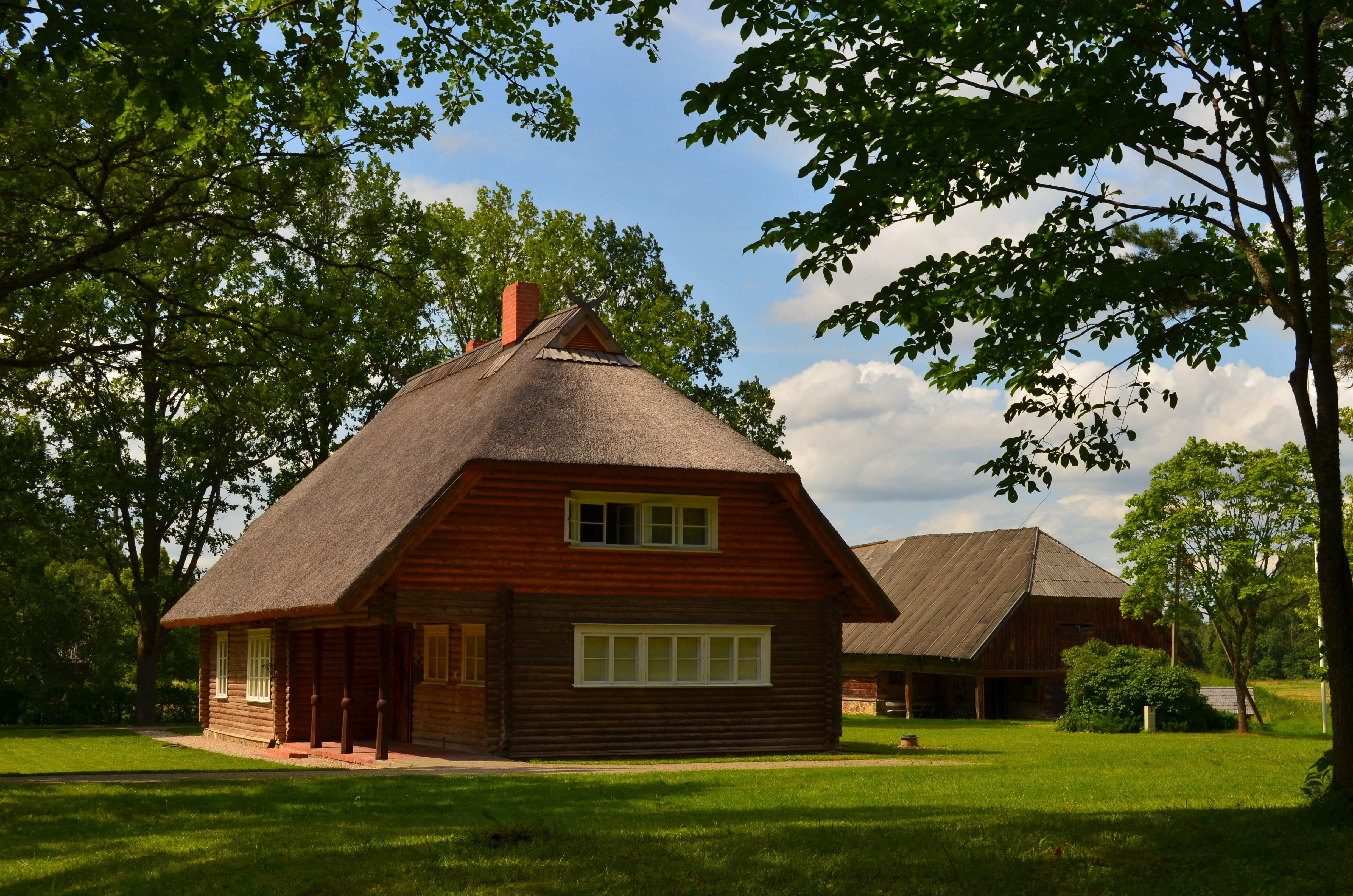
Мемориальный комплекс.
Посёлок Айритес (1935 год)

Автор Евангелическо-лютеранского храма в Индре и многих мемориальных сооружений в Латвии и Германии.

## Биография

### Начало пути
Родился в Риге 25 августа 1894 года. После окончания Рижской городской гимназии поступил на архитектурный факультет Политехнического института.
 Принят в студенческую корпорацию «Selonija».
После начала Первой мировой войны и приближения фронта к Риге, в 1915 году, институт перевели в Москву, а позже в Иваново-Вознесенск.
Проучившись там некоторое время, Артур Галиндом поступает в Московское военное училище. После окончания училища и получения офицерского звания его направляют на фронт в район Бессарабии.
После полученного ранения и госпиталя, Галиндом переводится в Латышский стрелковый полк.
Осенью 1918 года, после провозглашения независимости Латвии, Артур Галиндом становится командиром «Студенческой роты» Латвийской армии под руководством Оскара Калпакса.
В 1919 году — в подчинении Главнокомандующего, как офицер связи с руководством Республики.
В 1924 году под руководством архитектора Эйжена Лаубе, у которого Галиндом учился в Политехническом институте, участвует в сооружении памятника солдатам, погибшим в Первую мировую войну на так называемом «Острове смерти» (латыш. Nāves sala).
В 1928 поступает на архитектурный факультет Латвийского университета, где продолжает учиться проектированию у профессора РПИ Эйжена Лаубе и доцента Эрнеста Шталберга.

### Работа на территории Латвии
В 1933 году оканчивает университет и становится начальником управления военного строительства.
В 1935 году руководит строительством Армейского экономического магазина в Лиепае, по проекту арх. А. Рацениса (латыш. A. Rācenis).
Начиная с Мемориального комплекса в посёлке Айритес, созданного в стилистике хуторских строений (1935 год), где в 1918 году погиб первый командующий латвийской армии генерал Оскар Калпакс (ныне музей «Airītes»), архитектор Галиндом проектирует сооружения, связанные с историей становления Латвийского государства и национальной армии.
На юго-восточной границе Латвии, в Краславском крае, рассматриваемом как «южный форпост республики», Артур Галиндом строит Евангелическо-лютеранский храм в Индре (1935—1940). Детали храма похожи на фортификационные сооружения средних веков — лапидарные формы, красный кирпич (как на крепостных башнях); эти приёмы позже использованы в проекте Военного музея.
Внушительное здание этого музея сооружено в 1939 году в историческом центре Риги и вплотную примыкает к Пороховой башне — сооружению, созданному в начале XIV века.
1938 год — Армейский экономический магазин (переименованный в советское время в «РЦУ» или «Рижский Центральный Универмаг») — торговый комплекс, с самым совершенным по тому времени оборудованием — кондиционерами, лифтами, эскалаторами, плафонами и торговыми автоматами.
В 1940 году, после завершения ряда крупных объектов, связанных с военным ведомством, инженер-полковник Артурс Галиндомс увольняется с армейской службы и уходит в отставку.
 Награждён Орденом Трёх Звёзд третьей степени.
Жил в Риге на улице Блауманя, 11/13 — в доме, построенном архитектором Шмелингом в 1902 году.

### Эмиграция
В 1941 году переезжает в Германию.
С 1942 года Артур Галиндом — представитель Латвийского отделения Международного комитета Красного Креста в Эслингене, где проектирует около двухсот мемориальных захоронений погибшим соотечественникам.
4 декабря 1944 года был тяжело ранен в ногу во время бомбардировки города Хайльбронн, осуществлённой Королевскими военно-воздушными силами Великобритании.
В 1952 году переезжает в США. Работает над проектами в архитектурно-конструкторском бюро города Бостон (Массачусетс).
Основные работы архитектора Галиндома, начиная с Военного музея, созданы в стиле модернизированной классики, впоследствии названной ар-деко.
Скончался 4 августа 1966 года в Бостоне. Урна с прахом захоронена на Евангелическо-лютеранском кладбище города Эслинген (земля Баден-Вюртемберг, Германия).

## Основные архитектурные произведения
- Мемориальный комплекс — музей «Airītes» (1935), ландшафтный архитектор Павел Дрейман.[10]
- Евангелическо-лютеранский храм в Индре, Краславский край (1936).
- Здание Военного музея (1939) в Риге, улица Смилшу, дом 20.[11]
- Армейский экономический магазин в Риге (1938; в прошлом «ЦУМ», ныне «Galerija Centrs»; автор интерьеров архитектор Карлис Плуксне).